# 南乌班吉省
南乌班吉省（法語：Province du Sud Ubangi）是位于刚果民主共和国西北部的一个省，首府盖梅纳，與中非共和國及剛果共和國接壤，人口2,744,345（2005年），面積51,648 km²。

## 南乌班吉省的镇
- 盖梅纳（Gemena）
- 松戈（Zongo）